# National Board of Review Award al miglior cast
Il National Board of Review Award al miglior cast (National Board of Review Award for Best Acting By An Ensemble, poi National Board of Review Award for Best Ensemble Cast) è un premio assegnato annualmente dal 1994 dai membri del National Board of Review of Motion Pictures alla migliore interpretazione collettiva in un film distribuito negli Stati Uniti nel corso dell'anno.

## Albo d'oro

### Anni 1990
- 1994: Prêt-à-Porter, regia di Robert Altman
- 1995: I soliti sospetti (The Usual Suspects), regia di Bryan Singer
- 1996: Il club delle prime mogli (The First Wives Club), regia di Hugh Wilson
- 1997: Il dolce domani (The Sweet Hereafter), regia di Atom Egoyan
- 1998: Happiness - Felicità (Happiness), regia di Todd Solondz
- 1999: Magnolia, regia di Paul Thomas Anderson

### Anni 2000
- 2000: Hollywood, Vermont. (State and Main), regia di David Mamet
- 2001: L'ultimo bicchiere (Last Orders), regia di Fred Schepisi
- 2002: Nicholas Nickleby, regia di Douglas McGrath
- 2003: Il Signore degli Anelli - Il ritorno del re (The Lord of the Rings: The Return of the King), regia di Peter Jackson
- 2004: Closer, regia di Mike Nichols
- 2005: Lady Henderson presenta (Mrs. Henderson Presents), regia di Stephen Frears
- 2006: The Departed - Il bene e il male (The Departed), regia di Martin Scorsese
- 2007: Non è un paese per vecchi (No Country for Old Men), regia di Joel ed Ethan Coen
- 2008: Il dubbio (Doubt), regia di John Patrick Shanley
- 2009: È complicato (It's Complicated), regia di Nancy Meyers

### Anni 2010
- 2010: The Town, regia di Ben Affleck
- 2011: The Help, regia di Tate Taylor[1]
- 2012: Les Misérables, regia di Tom Hooper[2]
- 2013: Prisoners, regia di Denis Villeneuve[2]
- 2014: Fury, regia di David Ayer[3]
- 2015: La grande scommessa (The Big Short), regia di Adam McKay[4]
- 2016: Il diritto di contare (Hidden Figures), regia di Theodore Melfi[5]
- 2017: Scappa - Get Out (Get Out), regia di Jordan Peele[5]
- 2018: Crazy & Rich (Crazy Rich Asians), regia di Jon M. Chu[6]
- 2019: Cena con delitto - Knives Out (Knives Out), regia di Rian Johnson[7]

### Anni 2020
- 2020: Da 5 Bloods - Come fratelli (Da 5 Bloods), regia di Spike Lee[8]
- 2021: The Harder They Fall, regia di Jeymes Samuel[9]
- 2022: Women Talking, regia di Sarah Polley[10]
- 2023: The Warrior: The Iron Claw (The Iron Claw), regia di Sean Kanan[11]
- 2024: Conclave, regia di Edward Berger[12][13]